# Vernonvilliers
Vernonvilliers település Franciaországban, Aube megyében. Lakosainak száma 57 fő (2022. január 1.). Vernonvilliers Arsonval, La Chaise, Éclance, Fuligny, Lévigny és Petit-Mesnil községekkel határos.

## Népesség
A település népessége az elmúlt években az alábbi módon változott:
| Lakosok száma | 93   | 77   | 86   | 84   | 76   | 66   | 58   | 56   | 52   | 57   |
|               | 1968 | 1982 | 1999 | 2006 | 2011 | 2015 | 2017 | 2018 | 2020 | 2022 |